# RTL+
RTL+ ist die crossmediale Entertainment-Plattform von RTL Deutschland, die von RTL interactive betrieben wird. Gegründet wurde das Portal im Januar 2007 als RTLnow, später in nowtv.de und im März 2016 in TVNOW umbenannt. Seit dem 4. November 2021 trägt die Plattform den Namen RTL+. Auf der Plattform gibt es u. a. Inhalte der verschiedenen Sender von RTL Deutschland, ebenso wie extra für die Plattform produzierte Inhalte. Dazu kommen im ersten Quartal 2022 Serien, Filme und Originals aus dem Hause Warner Bros. Discovery und aus dessen Streaming-Dienst HBO Max.

## Geschichte

Logo bis 4. November 2021

Im Januar 2007 wurde zunächst das Portal RTLnow gegründet, ab diesem Zeitpunkt war es möglich, Sendungen, Filme und Serien, die beim Fernsehsender RTL gesendet wurden, auch nach Ausstrahlung anzusehen. Die Portale der weiteren Sender der Mediengruppe RTL Deutschland folgten sukzessive. 2010 veröffentlichte die Mediengruppe RTL Deutschland eine App für RTLnow für mobile Geräte und Tablets, 2013 folgten Apps für RTL2now und VOXnow. Seit 2012 sind die Inhalte auch über das kostenpflichtige HD+ Replay von HD+ über Hybrid Broadcast Broadband TV (HbbTV) abrufbar.
Laut Angaben des RTL-Konzerns hat sich der Umsatz im ersten Halbjahr 2019 um 21 % gesteigert. Damit lag der Umsatz bei 513 Millionen Euro im ersten Halbjahr 2019.
Im März 2020 hatte der Dienst rund 6 Mio. Unique User und war damit einer der am häufigsten genutzten Streamingdienste in Deutschland. Laut Geschäftsbericht konnte man zum Jahresende 2020 rund 1,3 Millionen zahlende Abonnenten verzeichnen. Im Jahr 2021 konnte man die Anzahl der zahlenden Abonnenten mit rund 2,38 Millionen fast verdoppelt. Zum schnellen Wachstum trug unter anderem auch die Partnerschaft mit der Deutschen Telekom bei.
Seit dem 13. Juli 2020 gibt es einen eigenen Family- und Kids-Bereich mit ausgewählten Inhalten für Kinder.
Im Dezember 2020 wählte das Publikum TVNOW bei den Shelfd Streaming Awards zur besten kostenlosen Mediathek.
TVNOW bot im März 2021 rund 47.000 Programmstunden verschiedener Genres und damit das größte Programmpaket der deutschen Streaminglandschaft.
Am 16. Februar 2021 wurde bekannt, dass die RTL Group ihre Markenarchitektur global überarbeite, um einen einheitlichen Markenauftritt zu schaffen. Damit soll der immer stärker werdenden Konkurrenz durch Anbieter wie Netflix, Prime Video oder Disney+ entgegengetreten werden. Am 4. November 2021 wurde TVNOW in diesem Zusammenhang in RTL+ umbenannt.
Zur zweiten Jahreshälfte 2022 wurde RTL+ zu einer „crossmedialen Entertainment-Plattform“ ausgebaut. Neben Videostreaming wurde im August 2022 in Kooperation mit dem Musikstreaming-Dienst Deezer auch Musik in das neue Angebot namens RTL+ Musik integriert. Im Zuge dessen wurden die Podcasts der noch separat betriebenen Plattform Audio Now in das Gratis-Angebot von RTL+ Musik integriert, Hörbücher folgten später. Im August 2023 wurden die Angebote von RTL+ und RTL+ Musik zu einer All-Inclusive-Entertainment-Plattform zusammengeführt, zu welcher auch die E-Magazine und Artikel aus dem von RTL Deutschland übernommenen Verlag Gruner + Jahr in RTL+ integriert wurden.
Am 16. Februar 2022 hat RTL Deutschland eine Kooperation mit dem US-amerikanischen Medienunternehmen Warner Bros. Discovery angekündigt. In diesem Kontext sollen ab dem ersten Quartal 2022 sukzessiv Serien und Filme von Warner sowie HBO Originals vom in Deutschland noch nicht verfügbaren Streaming-Anbieter HBO Max teilweise exklusiv in das Portfolio von RTL+ integriert werden.
Im dritten Quartal 2022 verzeichnete RTL+ rund 3,4 Mio. Abonnenten.
Mit dem RTL-Einstieg von Stefan Raab im September 2024 und dem Start seiner Show Du gewinnst hier nicht die Million konnte der bisher stärkste Zuwachs an Abonnenten bei RTL+ durch eine hauseigene Produktion verzeichnet werden.

## Funktionsweise und Inhalte
Viele Sendungen, Filme und Serien, darunter beispielsweise Deutschland sucht den Superstar, Alles was zählt, Alarm für Cobra 11 – Die Autobahnpolizei oder Punkt 12, können nach Ausstrahlung sieben Tage kostenfrei angesehen werden, einige ausgewählte Inhalte auch über einen längeren Zeitpunkt oder dauerhaft. Kostenfreie Angebote können ohne Anmeldung im sogenannten Free-Bereich angesehen werden.
Ähnlich wie bei anderen Streamingdiensten ist es auch bei RTL+ möglich, ein sogenanntes Paket für sämtliche Angebote zu buchen (RTL+ Premium). Verfügbar sind einige Abonnements bzw. Pakete. RTL+ bietet zurzeit vier Pakete an: RTL+ Free, RTL+ Premium, RTL+ Max und RTL+ Family. Finanziert werden die kostenfreien Angebote durch Videowerbung, die vor, während und nach dem eigentlichen Inhalt gezeigt wird. Auch bei der kostenpflichtigen Premium-Variante wird Werbung geschaltet, jedoch nur maximal ein Spot. Seit dem 7. April 2020 bot das neue Premium Duo-Paket bereits zwei parallele Streams, keine Werbung sowie einige Serien im englischen Originalton an, die mit dem Start von RTL+ Musik ins Max-Paket übertragen wurden. Seit Mai 2022 wird die Funktion "Couchparty" getestet, bei der bis zu 10 Personen an unterschiedlichen Orten gleichzeitig einen Stream ansehen können.
Darüber hinaus umfasst RTL+ ein umfangreiches Spielfilm- und Serienpaket, Livesport und einen konstant wachsenden Family- & Kids-Bereich. Darüber hinaus ist es möglich, dass registrierte User bis zu drei Profile anlegen und so zwischen Erwachsenen- und Kinderprofilen unterscheiden können.

### Sportübertragungen
Im Sportbereich überträgt RTL+ Spiele aus folgenden Wettbewerben:
Fußball
DFB-Länderspiele
UEFA Nations League
UEFA Europa League
UEFA Conference League
Premier League (1 Spiel pro Spieltag)
1. Bundesliga (ab der Saison 2025/26 alle Highlights direkt nach Abpfiff)
2. Bundesliga (3 Mal die Konferenz pro Saison, ab der Saison 2025/26 das Topspiel am Samstagabend live sowie alle Spiele direkt nach Abpfiff mit den Highlights)
Kampfsport
Oktagon MMA
Motorsport
Formel 1 (alle Qualifyings sowie ausgewählte Rennen live)
American Football
NFL (3–4 Spiele pro Spielrunde in der Regular Season sowie ab den Play-offs alle Spiele live)
NFL Network (24/7 Live-Stream)

### Eigenproduktionen
Seit 2019 produziert und veröffentlicht RTL+ ähnlich wie Netflix oder Prime Video exklusive Inhalte. Unter dem Label RTL+ Originals werden Eigenproduktionen, die für das kostenpflichtige Subscription-Video-on-Demand-Angebot RTL+ Premium produziert und dort erstmals veröffentlicht werden, vermarktet. Beispiele sind M – Eine Stadt sucht einen Mörder, Du gewinnst hier nicht die Million bei Stefan Raab, Temptation Island und Prince Charming, die erste schwule Datingshow Deutschlands, die 2020 mit dem Grimme-Preis in der Kategorie „Unterhaltung“ ausgezeichnet wurde.
Einige Produktionen werden mit TV-Partnern verwirklicht und als Zweitverwertung dort ausgestrahlt.

### Programmfernsehen
Unter dem Namen NOW! wird ein Fernsehen nach Programm über das Internet angeboten, das nach Registrierung in einem Browser empfangbar ist.
Watchbox war ein deutsches Video-on-Demand-Angebot, das im Juli 2017 von RTL interactive als Nachfolger des ehemaligen Videoportals Clipfish gestartet wurde. Vom 29. März 2019 bis August 2023 war Watchbox nur noch als „Sender“ beziehungsweise als Kategorie bei RTL+ erhältlich, blieb jedoch weiterhin kostenlos.

## Technisches
Die Videos werden per Video-Streaming angeboten. Um das Angebot über Set-Top-Boxen, Smart-TVs oder auf mobilen Endgeräten zu nutzen, wird das kostenpflichtige Angebot von RTL+ benötigt. Hierin unterscheidet sich RTL+ von der Konkurrenz Joyn, da es vielen Nutzern die kostenlose Nutzung des Angebots nicht ermöglicht. Daher wurde bis 4. November 2021 die mobile App in den App Stores auch TVNow Premium genannt.
Die allgemeine technische Voraussetzung für den Empfang ist ein Internetzugang mit einer Datenübertragungsrate von mindestens 768 kbit/s im Download. Für den Empfang über einen Computer werden mindestens 1,6 GHz Prozessorleistung, 512 MB RAM sowie 128 MB Grafikspeicher angegeben. Aus rechtlichen Gründen werden die Sendungen mit einem Digital Rights Management System (DRM) ausgestattet. Unterstützte Browser sind Microsoft Edge 14, Mozilla Firefox 53, Google Chrome 35, Opera, Safari in Kombination mit MacOS ab Version 10.11 und Internet Explorer 11.0 in Kombination mit Windows 8.1. Per Geo-IP-Blocking wird der Zugriff auf einige Inhalte entsprechend dem vorhandenen Lizenzrecht auf die jeweiligen Territorien, z. B. Deutschland, Österreich, Schweiz, beschränkt. Der genutzte Server, auf dem die Seite online bereitgestellt wird, ist auf CloudFront, einem von Amazon zur Verfügung gestellten Netzwerk zur Bereitstellung von Inhalten gehostet.

## Kooperationen
Seit 2013 sind Teile des Programms von RTL Deutschland über das Streamingangebot der Telekom Deutschland, teils ohne zusätzliche Kosten, nutzbar. Im November 2020 wurde die Kooperation und die Angebote von MagentaTV ausgeweitet. Von der Telekom werden Tarife angeboten, die das Angebot von RTL+ Premium enthalten. Außerdem haben beide Unternehmen eine Ausweitung der Zusammenarbeit im Bereich Technologie, Vermarktung und Content vereinbart, wobei Lösungen für personalisierte Werbung gemeinsam entwickelt, genutzt und angeboten werden sollen. Seit Juni 2021 ist RTL+ auch über den Sky Receiver zu beziehen.
Seit September 2024 sind auch einige Serien des ZDF über die ZDF-Tochtergesellschaft ZDF Studios bei RTL+ zu sehen.